# Magyar légierő a Tanácsköztársaság idején
A magyar légierő a Tanácsköztársaság idején jelentős haderőnem volt. A harci gépek számában és tűzerejében Magyarország középhatalom volt, a Tanácsköztársaság fennállása alatt felülmúlta a környező utódállamok légierejét. Budapest környékén (Albertfalva, Mátyásföld, Aszód) tovább működtek a repülőgépgyárak, és ez idő alatt több száz gépet gyártottak a kor színvonalán. Kármán Tódor, aki később évtizedeken át az amerikai légierő egyik vezető személyisége volt, önálló Légügyi Népbiztosság létrehozását is szorgalmazta.

## Története

### Előzmények
Az osztrák–magyar Császári és Királyi Légierő felbomlása után az 1918. november 6-án megalakították a Honvédelmi Minisztérium 37. osztályát Légügyi osztály néven. November 12-én hozták létre a Légügyi Kormánybiztosságot a Hadügy- és a Kereskedelemügyi Minisztérium alárendeltségében a fegyverszüneti szerződés kijátszása érdekében. Alárendeltségébe tartozott a három magyar repülőgépgyár, az albertfalvai Magyar Repülőgépgyár (MARE), a mátyásföldi Magyar Általános Gépgyár (MÁG), és az 1914-ben a Deutsche Flugzeug Werke (DFW) által az aszódi állami nevelőintézet épületében, annak karosszéria- és asztalos üzemeiben létrehozott leányvállalat, a Lloyd is. 
A budapesti Légi csapatok parancsnoksága alatt két csoportparancsnokság jött létre, a budapesti és az aradi. A budapesti alárendeltségében alakult meg a mátyásföldi I. Légi rendőrségi osztály, Albertfalván pedig az I. Légi posta osztály. 1918 végéig létrejöttek az aradi, szegedi és szombathelyi repülőosztályok is. Nyilvánvalóvá vált azonban, hogy a tervezett 13 repülőosztály kialakítása nem lehetséges.

### A légierő a magyar Vörös Hadseregben
A Tanácsköztársaság kikiáltása után a hadsereg vezetése rendeletben tájékoztatta a repülőket a Vix-jegyzék nyomán kialakult helyzetről, és  hadiállapotba helyezte őket. Április 8-án a repülőosztályok helyett repülőszázadokat hoztak létre. Az 1–6. repülőszázadokat az azonos számot viselő gyaloghadosztályoknak, a 7. repülőszázadot a Székely Hadosztálynak, a 8. repülőszázadot közvetlenül a Légügyi osztálynak, az újonnan felállított 9. (vízi) repülőszázadot pedig a Hadihajós Főparancsnokságnak rendelték alá. Ezeket az alárendeltségeket azonban a harcok során rugalmasan kezelték, például az északi hadjáratot öt repülőszázad támogatta, a június második felében megélénkülő északnyugati fronton három repülőszázad tevékenykedett az V. hadtest alárendeltségében – közülük a Győrben állomásozó 4. számú vörös repülőszázad parancsnoka Endresz György volt, aki később az Atlanti-óceán átrepülésével lett világhírű. A júliusi, végső tiszai offenzívában is négy repülőszázad támogatta a gyalogságot.
A vörös repülőcsapatok tevékenységéről szóló források erősen hiányosak. A kilenc repülőszázad mintegy 600 felszállásáról maradt fenn dokumentáció, de ez csak a tényleges repülések kétharmada lehet. Egészében véve azonban elmondható, hogy a fiatal magyar repülőcsapatok tapasztalt repülői maximálisan kivették részüket az ország integritásáért folyó harcokból, és sok szempontból felülmúlták a franciák által intenzíven támogatott ellenfeleiket.
Szegeden, a Károlyi Gyula vezette ellenforradalmi kormány alárendeltségében is létrejött egy repülőszázad 1919 júniusában a magyar Nemzeti Hadsereg keretében. A francia parancsnokság hozzájárulásával ez az alakulat több bevetést hajtott végre, de kizárólag felderítő és propaganda célokkal.
A jelentős gyártási háttér segítségével a Vörös Hadsereg vezetésének sikerült egy működőképes légierőt fenntartani a kor színvonalán. Körülbelül 30–35 repülőgép volt folyamatosan bevethető az állandó pótlások és a gondos karbantartás eredményeképpen, mégpedig a Monarchiában és Németországban tervezett legmodernebb típusokból. A frontok legfontosabb szakaszain esetenként jelentős számú repülőgépet tudtak alkalmazni a gyalogság támogatására – de szerepük nem lehetett döntő.

#### A légiharc jellege a korban
Ebben a korban a légiharc, csakúgy mint a repülés általában, gyerekcipőben járt. A kis, törékeny repülőgépek nem voltak üzembiztosak, minden leszállás a gép és a pilóta sérülésének közvetlen veszélyével járt. Az egyes felszállások, bevetések gyakran inkább cirkuszi mutatványokra, kurucos bravúrokra hasonlítottak, mint harci cselekményekre. Endresz György egyik felvidéki bevetéséről krimibe illő, földön-vízen-levegőben-vasúton véghez vitt menekülés után tudott csak visszatérni a vörös Magyarországra. A Háry László vezette győri 8. vörös repülőszázadot egyenesen Háry-cirkusznak is nevezték, mert szívesen tartottak légi bemutatókat, állomáshelyeik között pedig egy önálló vonatszerelvénnyel közlekedtek, ezen vitték az üzemképtelen repülőgépeket, alkatrészeket, a kiszolgáló személyzetet, a műhelyek berendezéseit.
Magyarországon a történelmileg első légitámadás Miskolcot érte 1919. május 22-én. Cseh gépek mintegy 40 bombát dobtak le, és géppuskával lőtték a lakosságot. A támadásnak mintegy féltucat áldozata volt. A vörös repülőcsapatok nem bombázták a csehek által megszállt egykori magyar területeket, de sikerrel vették fel velük a légi harcot. Május végére a cseheknek alig maradt repülőjük.
A repülésnek ezt a korai szakaszát egyfajta lovagiasság is jellemezte, ami a földi harcokra egyáltalán nem volt jellemző. A magyar repülők lelőttek egy, a magyaroktól zsákmányolt géppel Miskolcot támadó román pilótát és megfigyelő tisztjét, majd katonai pompával temették el őket, irataikat, személyes tárgyaikat pedig átadták a románoknak.